# 曹竣崵
曹竣崵（1976年3月29日—），原名曹竣揚，臺灣棒球選手、教練，選手時期守備位置為投手，曾效力於中華職棒統一獅、兄弟象。

## 生平
由於新人球季有著過人的表現，於1999年成為中華職棒史上首位包辦年度MVP和新人王的球員。曾於2000-2002年赴日本發展，效力於日本職棒中央聯盟中日龍隊，2003返台。2008年5月28日被統一獅放入讓渡名單，後由兄弟象接收。
2009年球季結束，結束球員生涯，擔任象隊投手教練。2011年球季開季，因球隊投手表現不佳，下放二軍投手教練，同年六月以個人生涯規畫為由，離開兄弟象。
2012年12月22日，受義大犀牛隊總教練徐生明之邀，加入成為義大犀牛的教練團成員。
2016年11月離開義大犀牛，擔任球評與臺北城市科技大學棒球隊總教練。

## 個人生活
曹竣崵的妻子為籃球員傅姿伶。兩人為大學同班同學，於曹竣崵旅日期間結婚；傅姿伶婚後放棄籃球事業。兩人育有兩子：曹祐齊為棒球投手，2021年9月加入中華職棒味全龍；曹祐寧為籃球員。

## 經歷
- 台南市進學國小少棒隊
- 台南市府城少棒隊
- 屏東縣美和中學青少棒隊
- 屏東縣美和中學青棒隊（義美）
- 聲寶巨人棒球隊
- 中華職棒統一獅隊（1999年）
- 日本職棒中日龍隊（2000年～2002年）
- 中華職棒統一獅隊（2003年～2008年）
- 兄弟象隊（2008年～2009年11月5日）
- 兄弟象隊投手教練（2009年11月5日～2011年4月6日）
- 兄弟象二軍投手教練（2011年4月6日～2011年6月18日）
- 中國棒球聯賽北京猛虎隊教練（2011年7月27日～2012年8月27日）
- 中華職棒義大犀牛隊投手教練（2012年12月22日～2013年7月29日）
- 義大犀牛隊二軍投手教練（2013年7月30日～2015年6月6日）
- 義大犀牛隊牛棚教練（2015年6月6日～2015年7月）
- 義大犀牛隊二軍投手教練（2015年7月～2016年11月）
- ELEVEN SPORTS棒球球評（2017年～）
- 臺北城市科技大學棒球隊總教練（2018年9月～）
- 博斯運動頻道韓國職棒球評（2018年～）

## 職棒生涯成績

### 中華職棒
| 年度   | 球隊   | 出賽 | 勝投 | 敗投 | 中繼 | 救援 | 完投 | 完封 | 四死 | 三振 | 責失 | 投球局數 | 防禦率 |
| ------ | ------ | ---- | ---- | ---- | ---- | ---- | ---- | ---- | ---- | ---- | ---- | -------- | ------ |
| 1999年 | 統一獅 | 23   | 11   | 5    | 0    | 0    | 6    | 4    | 44   | 116  | 39   | 141.1    | 2.48   |
| 2003年 | 統一獅 | 47   | 2    | 3    | 0    | 16   | 0    | 0    | 27   | 48   | 21   | 70.2     | 2.68   |
| 2004年 | 統一獅 | 38   | 6    | 3    | 0    | 1    | 1    | 0    | 26   | 60   | 27   | 93.1     | 2.60   |
| 2005年 | 統一獅 | 22   | 1    | 4    | 3    | 0    | 0    | 0    | 14   | 19   | 18   | 29.2     | 5.46   |
| 2006年 | 統一獅 | 25   | 3    | 7    | 2    | 1    | 1    | 0    | 20   | 50   | 31   | 82.0     | 3.40   |
| 2007年 | 統一獅 | 44   | 4    | 7    | 0    | 8    | 0    | 0    | 21   | 31   | 28   | 68.2     | 3.67   |
| 2008年 | 統一獅 | 1    | 0    | 0    | 0    | 0    | 0    | 0    | 2    | 2    | 3    | 1.1      | 20.25  |
| 2008年 | 兄弟象 | 8    | 0    | 0    | 2    | 2    | 0    | 0    | 1    | 4    | 0    | 8.2      | 0.00   |
| 2009年 | 兄弟象 | 30   | 0    | 1    | 0    | 4    | 0    | 0    | 7    | 18   | 14   | 28.0     | 4.50   |
| 合計   | 8年    | 238  | 27   | 30   | 7    | 32   | 8    | 4    | 162  | 348  | 181  | 523.2    | 3.11   |

### 日本職棒
| 年度   | 球隊   | 出賽 | 勝投 | 敗投 | 中繼 | 救援 | 完投 | 完封 | 四死 | 三振 | 責失 | 投球局數 | 防禦率 |
| ------ | ------ | ---- | ---- | ---- | ---- | ---- | ---- | ---- | ---- | ---- | ---- | -------- | ------ |
| 2000年 | 中日龍 | 2    | 0    | 1    | 0    | 0    | 0    | 0    | 6    | 5    | 6    | 5.2      | 9.53   |
| 合計   | 1年    | 2    | 0    | 1    | 0    | 0    | 0    | 0    | 6    | 5    | 6    | 5.2      | 9.53   |

## 特殊事蹟
- 1999年4月29日至5月13日：連續三場完封，至今仍是中華職棒史上唯一達成此記錄的球員。資料出處：[永久]
- 1999年5月13日：於新竹棒球場面對味全龍，投出無安打比賽，為中華職棒史上第五位達到此記錄的球員。
- 2009年4月12日：於澄清湖球場出戰La new熊擔任救援，遭林智勝轟出再見滿貫全壘打慘遭九比五逆轉輸球。

## 外部連結
- 曹竣崵在台灣棒球維基館上的頁面（繁體中文）
- 曹竣崵在日本職棒官網（英语）
- 曹竣崵在中華職棒官網
- 曹竣崵在Baseball-Reference.com（小聯盟以及海外聯盟）（英语）

| 前任： 吳俊良 | 統一獅開幕戰先發投手 1999年            | 繼任： 利多   |
| 前任： 謝長亨 | 中華職棒明星賽明星白隊先發投手 1999年  | 繼任： 謝長亨 |
| 前任： 力拔山 | 中華職棒無安打比賽締造者 1999年5月13日 | 繼任： 潘威倫 |
| 獎項          |                                        |               |
| 前任： 戴龍水 | 中華職棒年度新人王 1999年              | 繼任： 馮勝賢 |